# 적동석

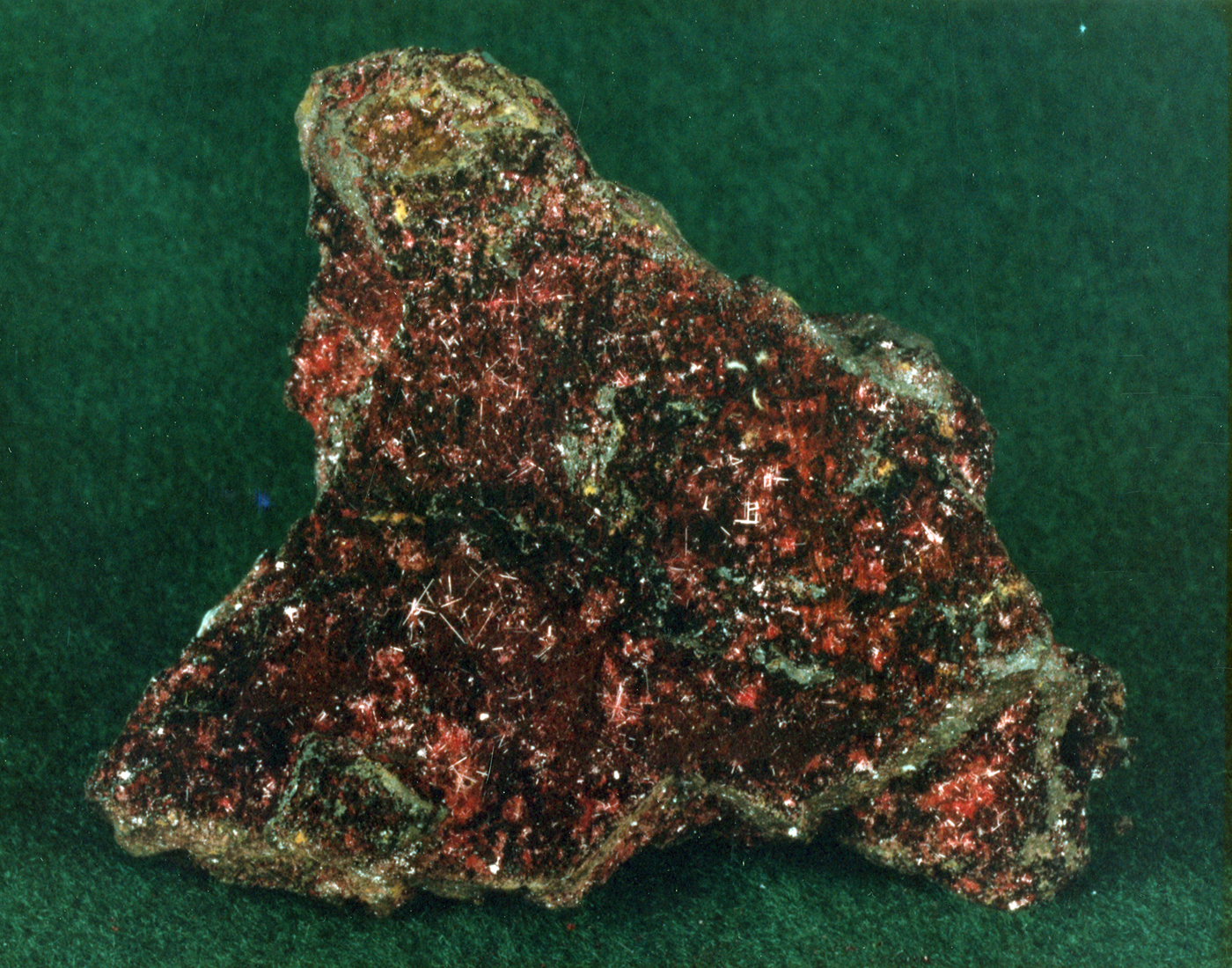

적동석(Cuprite)은 산화 구리(I) Cu2O로 구성된 산화물 광물로, 구리의 미량 광석이다.
내부에 빨간 반사를 일으키는 이 어두운 결정은 등각 투영 시스템 육팔면체급에 속하며 입방체, 팔면체 또는 십이면체 형태 또는 조합으로 나타난다. 침투 쌍둥이가 자주 발생한다. 아름다운 색상에도 불구하고 모스 경도가 3.5~4로 낮아 보석용으로는 거의 사용되지 않는다. 비중이 6.1로 상대적으로 높고 벽개도 불완전하며 원뿔 골절에 취약하다. 광택은 아금속성에서 빛나는 아다만틴색까지이다.
황화동 침전물의 산화 영역에서 형성되는 2차 광물이다. 이는 천연 구리, 남동석, 크리소콜라, 공작석, 테노라이트 및 다양한 산화철 광물과 관련하여 자주 발생한다. 특유의 붉은색 때문에 루비구리(Ruby Copper)라고도 불린다.
적동석은 1845년 빌헬름 칼 리터 폰 하이딩거(Wilhelm Karl Ritter von Haidinger)에 의해 처음 기술되었으며 영단어 cuprite는 구리 함량으로 인해 라틴어 cuprum에서 유래되었다.
적동석은 우랄 산맥, 알타이 산맥, 사르디니아에서 발견되며 콘월, 프랑스, 애리조나, 칠레, 볼리비아 및 나미비아의 더 고립된 지역에서도 발견된다.